# Kloster Riedern am Wald
Das Kloster Riedern am Wald, auch Obere Propstei genannt, ist ein ehemaliges Augustiner-Chorherrenstift in Riedern am Wald im Landkreis Waldshut im Südschwarzwald.

## Erhalt der Anlage
Die seit 1968 im alleinigen Besitz der Pfarrgemeinde befindliche Klosteranlage kann laut Pfarrgemeinderat mit den „gekürzten Finanzmitteln“ für die Kosten von Erhalt und Betrieb – „Sanierungen […], Museum, Ausstellungen, Klosterlädele, Kulturveranstaltungen und Gruppen“ – nicht mehr betrieben werden. Ein überregional bekannter „Mittelaltermarkt und die Freilichtspiele“ seien gut eingeführt und „an ehrenamtlicher Unterstützung der Bevölkerung fehle […] es nicht.“ Der seit 2021 bestehende Arbeitskreis Zukunft des Klosters, der einen Verkauf des Klosters vermeiden will, veranstaltete im März 2022 eine Besprechung mit Politikern, Vertretern der Gemeinden und der Kirche mit dem Ziel, mittels Fördermöglichkeiten und einer „Weiterentwicklung der Finanzierung […] gemeinsam an einem Konzept zu arbeiten, damit die Klosteranlage für die Bevölkerung zugänglich bleibe.“

## Geschichte
Das Kloster in Riedern am Wald besteht seit über 800 Jahren, die gegenwärtige Anlage stammt aus der Mitte des 18. Jahrhunderts.

### Gründung der Cella (Klause) in Detzeln
„Marquart, Freiherr von Krenkingen, hatte im Jahr 1110 sein Gut in Detzeln und andere Besitzungen in der Umgegend zur Gründung einer männlichen Klosterniederlassung nach der Regel des hl. Augustinus gestiftet. Diese Stiftung wurde 1152 durch eine Urkunde von König Konrad III. begünstigt und bestätigt.“ Die anfängliche Niederlassung kann durch ihre Besitzungen 40 Jahre nach der Gründung bereits ein respektabler Bau gewesen sein, dessen politische Bedeutung auch durch die königliche Gründungsbestätigung hervorgehoben wurde.
In dieser Königsurkunde, die heute im Staatsarchiv Thurgau in Frauenfeld aufbewahrt wird, bestätigt König Konrad III. am 7. Januar 1152 (kurz vor seinem Tod im Februar 1152), dass von einem ‚Edlen und Freien Mann‘ namens Marcwardus, aus dem Geschlecht der Freiherren von Krenkingen, eine Cella in Tiezelenheim, dem heutigen Detzeln gegründet worden sei. Die Brüder lebten nach der Regel des Heiligen Augustinus. Als Schutzvögte wurden die Herren von Krenkingen eingesetzt. Die Cella („Klause)“ befand sich vermutlich in der Nähe des heutigen Klausenhof. Der erste Abt wird 14 Jahre nach der Gründung genannt: Abt Gerlo von Detzeln. Ab 1166 wurde der Standort nicht mehr erwähnt, die Verlegung von Detzeln nach Riedern am Wald lässt sich heute nicht mehr zweifelsfrei datieren. Das Grundstück blieb jedoch bis zur Aufhebung im Besitz des Klosters (in Riedern).

### Verlegung
Im Jahr 1214 wird in einer Urkunde von Papst Innozenz III. erstmals ein „Probst de Riede“ erwähnt. Damit ist die erfolgte Verlegung nach Riedern am Wald dokumentiert. „Zehn Jahre später wird Riedern als Propstei erwähnt.“ Titulierung und Zugehörigkeit zu den Augustiner-Chorherren sprechen dafür, dass sich das Kloster in Riedern mit Beginn des 13. Jahrhunderts bereits zu einer hochrangigen Institution entwickelt hatte.

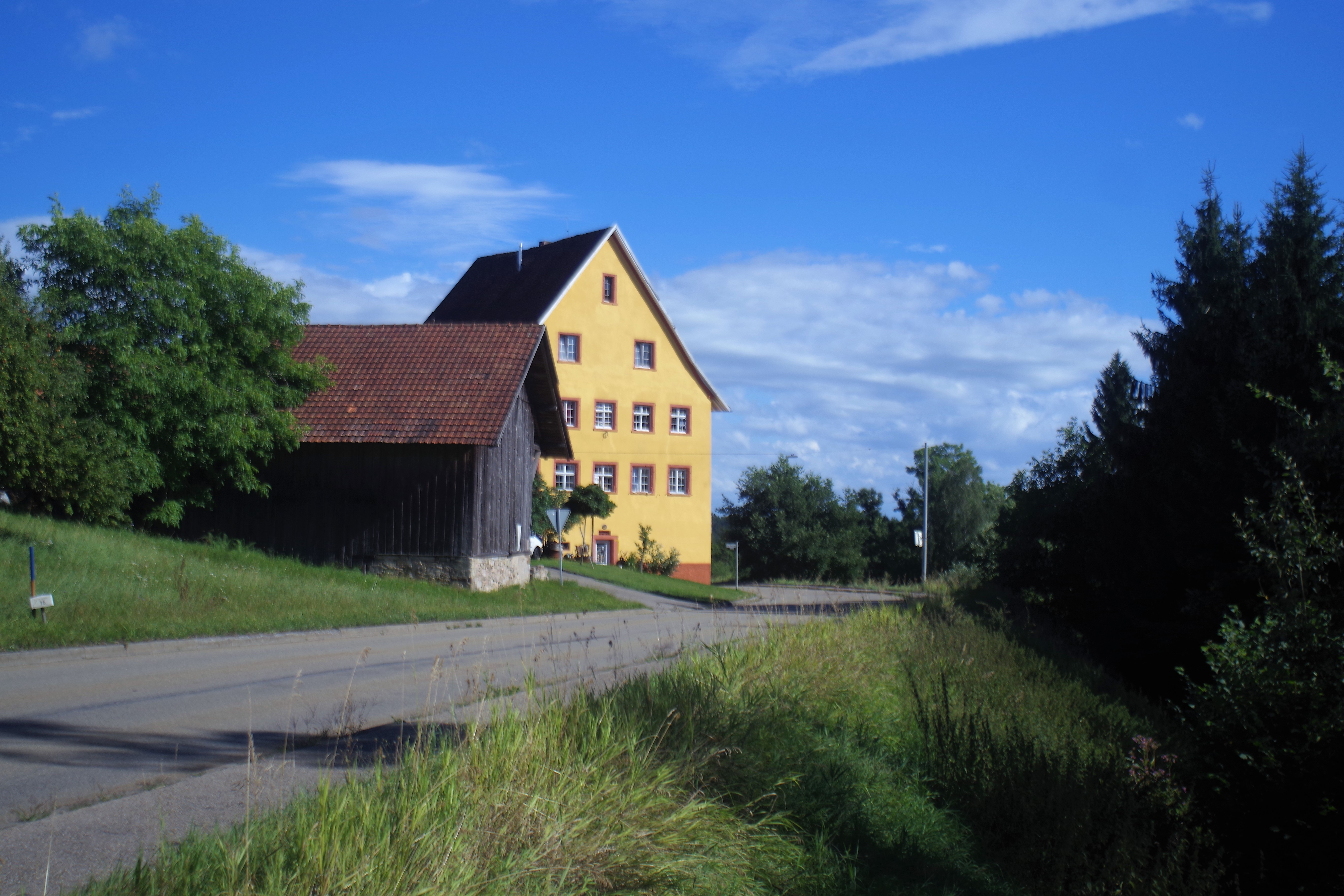
Untere Propstei des Augustiner-Chorfrauenstifts Riedern am Wald

### Frauenkloster Riedern am Wald
„Im 12. Jahrhundert ließen sich hier auch Schwestern, die meist aus Adelsfamilien stammten, nieder. Sie bewohnten zunächst ein Privathaus und lebten auch nach der Regel des hl. Augustinus. In dieser klösterlichen Genossenschaft lebte auch eine Gräfin von Toggenburg, Mechthilde, die um das Jahr 1200 da ein heiliges Leben führte und noch nach ihrem Tode mit allerlei Wunderzeichen gewirkt haben soll.“
Seit Mitte des 13. Jahrhunderts zählte die Gemeinschaft als Augustiner-Chorfrauen Stift.

„Das Frauenkloster, das man nach seiner Lage die untere Propstei bezeichnete, hatte mit der oberen Propstei anfänglich eine gemeinsame Verwaltung. Im Jahre 1350 hob der Propst Konrad die Gütergemeinschaft und gemeinsame Verwaltung auf, und das Frauenkloster entwickelte sich nun selbstständig. Vom Ende des 15. Jahrhunderts an stand es unter einem Kanonikus von Kreuzlingen und blühte unter der sorgfältigen Leitung günstig auf.“

## Die Klöster im 16. Jahrhundert
Seit 1538 stellte der Augustiner-Chorherrenstift Kreuzlingen die Pröpste für die Augustiner-Chorherrenpropstei in Riedern am Wald. 1638 wurde Riedern in das Kreuzlinger Augustinerkloster eingegliedert. Seitdem bezeichneten sich die Kreuzlinger Äbte immer auch als „Propst von Riedern“.
Im Dreißigjährigen Krieg wurde das Kloster mehrmals ein Raub der Flammen. Nach dem westfälischen Frieden 1648 wurde es aufs neue hergestellt. Auch das Frauen-Stift wurde zerstört und dann 1670 neu erbaut.

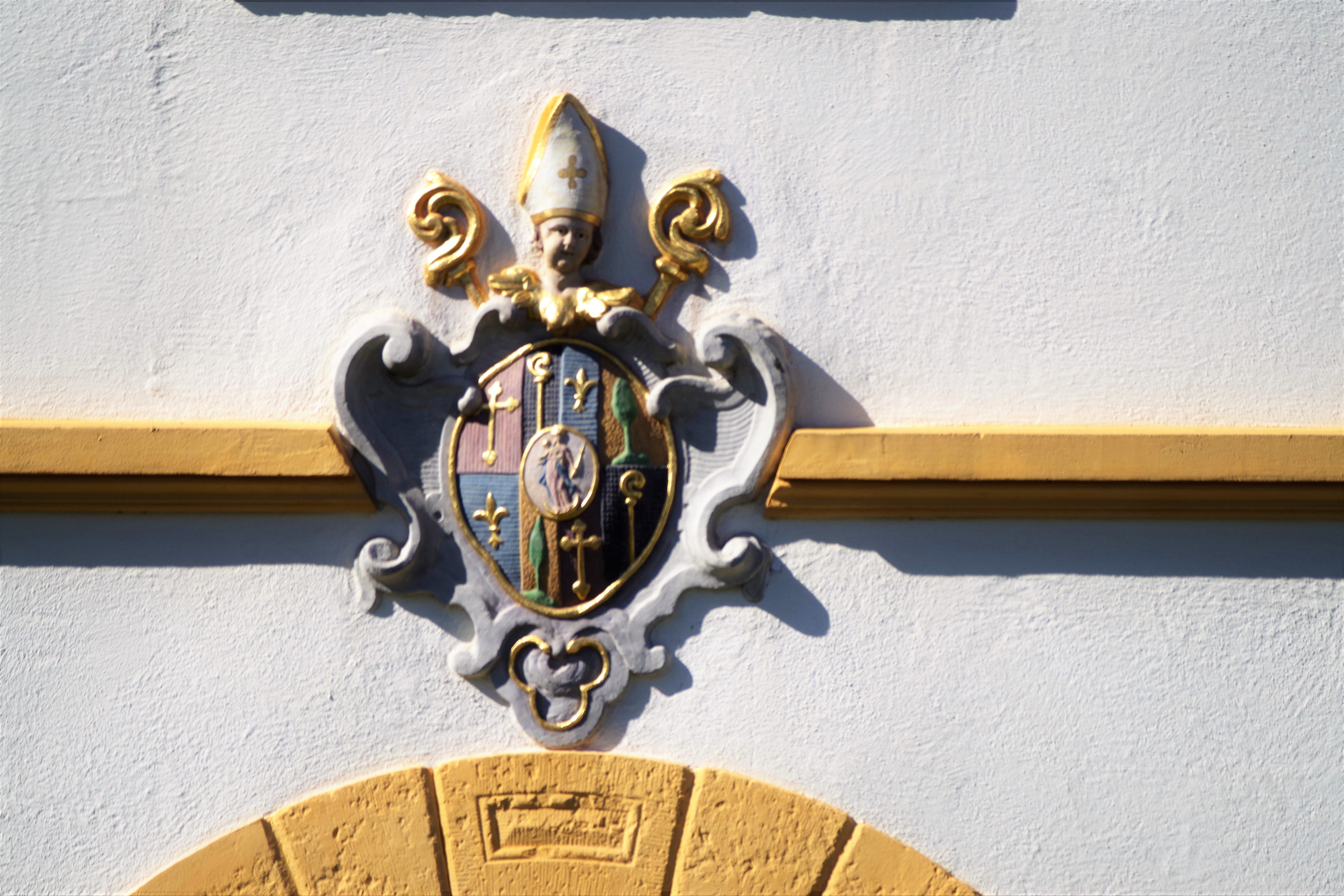
Das Wappen des Abtes Johann Baptist Dannegger über dem Eingangsportal

### 18. Jahrhundert
Am 16. Juli 1740 brannten die Klöster in Riedern erneut ab. Der Wiederaufbau begann 1748 im Stil des Barock mit Hilfe des Augustiner-Chorherrenstiftes Kreuzlingen, unter dem Abt Johann Baptist Dannegger. Am 30. Juni 1749 erfolgte die Einweihung der neuerbauten Gebäude durch den Weihbischof von Konstanz und Titularbischof von Domitiopolis, Franz Carl Joseph Graf Fugger.
„Die Pfarrkirche ist 1742 erbaut und hat St. Leodegar (2.10.) als Patron. Kirche, Pfarr-, Schul-, und Rathaus waren die Hauptgebäude der sogenannten oberen Propstei. Auf dem Kirchplatz ist eine in Steingut ausgeführte, lebensgroße Statue des hl Johannes Nepomuck mit der Jahreszahl MDCCXL“ (1715).

### Aufhebung und Nutzungswandel
Die Propstei Riedern am Wald war durch das Augustiner-Chorherrenstift in Kreuzlingen unter Schweizer Kontrolle und konnte daher im Zuge des Reichsdeputationshauptschlußes von 1803 nicht aufgehoben werden. Dennoch entschloss man sich 1812 zur Auflösung der Propstei Riedern und zum Verkauf der Immobilien an zwei Privatleute aus Basel für 5.500 Gulden.
1839 ging das Klostergebäude je zur Hälfte an die Gemeinde Riedern am Wald und die dortige römisch-katholische Pfarrei St. Leodegar.
„Ein Teil der Klostergebäude diente [in den 1920er-Jahren] als Wohnungen oder Ökonomiegebäude.“
1968 erwarb dann die Pfarrei St. Leodegar die gesamte Anlage für einen Kaufpreis von 20.000 DM und ist seither Eigentümer. Seit 1998 dient das Klostergebäude als kulturelle und geistliche Begegnungsstätte. Es beherbergt zudem das „Propsteimuseum“ mit einer Sammlung alter Schriften und sakraler Gegenstände.